# Soponya
Soponya là một làng thuộc hạt Fejér, Hungary. Làng này có diện tích 49,96 km², dân số năm 2010 là 2044 người, mật độ 41 người/km².